# White Salmon
White Salmon és una població dels Estats Units a la riba nord del riu Colúmbia, a l'estat de Washington. Segons el cens del 2000 tenia 2.193 habitants.

## Demografia
Segons el cens del 2000, White Salmon tenia 2.193 habitants, 887 habitatges, i 590 famílies. La densitat de població era de 677,4 habitants per km².
Dels 887 habitatges en un 34,4% hi vivien nens de menys de 18 anys, en un 50,1% hi vivien parelles casades, en un 12,3% dones solteres, i en un 33,4% no eren unitats familiars. En el 29,7% dels habitatges hi vivien persones soles el 14,2% de les quals corresponia a persones de 65 anys o més que vivien soles. El nombre mitjà de persones vivint en cada habitatge era de 2,46 i el nombre mitjà de persones que vivien en cada família era de 3,03.
Per edats la població es repartia de la següent manera: un 28,7% tenia menys de 18 anys, un 7% entre 18 i 24, un 28,2% entre 25 i 44, un 20,4% de 45 a 60 i un 15,7% 65 anys o més.
L'edat mediana era de 37 anys. Per cada 100 dones de 18 o més anys hi havia 84,7 homes.
La renda mediana per habitatge era de 34.787 $ i la renda mediana per família de 39.653 $. Els homes tenien una renda mediana de 33.021 $ mentre que les dones 20.417 $. La renda per capita de la població era de 17.995 $. Aproximadament el 13% de les famílies i el 16,7% de la població estaven per davall del llindar de pobresa.

## Poblacions més properes
El següent diagrama mostra les poblacions més properes.